# Jornada Mundial de la Juventud 1987
La Jornada Mundial de la Juventud de 1987, tuvo lugar el 11 y el 12 de abril de 1987, en Buenos Aires, Argentina. Esta fue la primera edición de este encuentro fuera de Roma.

## Cronología del evento
El 8 de junio de 1986 el Papa anunciaba que la segunda edición internacional de las Jornadas de la Juventud serían fuera de la Ciudad del Vaticano; en Buenos Aires, el domingo de Ramos de 1987. Confirmando así su presencia para culminar la visita apostólica a las Naciones del cono sur americano: Uruguay, Chile y Argentina.
Las jornadas iniciaron con la misa de apertura en la Basílica de Nuestra Señora de Luján, el 11 de abril de 1987. La Vigilia anterior a la misa de clausura fue dividida en tres bloques: argentino, latinoamericano y mundial, para cada cual el Papa dirigía un mensaje distinto. El acto central se realizó frente al Obelisco de Buenos Aires, el domingo 12 de abril de 1987, siendo la primera vez que un Papa celebraba un domingo de ramos fuera de Roma.
Más de 1 millón de jóvenes provenientes de todo el mundo se dieron cita en la Avenida 9 de julio de la capital argentina para participar de las jornadas.

## La Cruz
La Cruz de la Jornada Mundial de la Juventud, es un crucifijo de madera de 3,8 m de altura entregada a los jóvenes católicos por el Papa Juan Pablo II al finalizar el Año Santo de 1984 con las palabras «Llevadla por el mundo como signo del amor del Señor Jesús». Por primera vez desde su institución, la Cruz sale de Roma para ser uno de los símbolos centrales de las JMJ en Buenos Aires 1987.

## Himno de la jornada mundial de la juventud 1987
LA NUEVA CIVILIZACIÓN 

El Himno de la JMJ de Buenos Aires 1987, conocido popularmente como "Un Nuevo Sol" fue compuesto por Alberto Croce y Eugenio Perpetua.

Una tierra que no tiene fronteras
sino manos que juntas formarán
una cadena más fuerte
que la guerra y que la muerte.
.
Lo sabemos: el camino es el amor
.
Una patria más justa y más fraterna
donde todos construyamos la unidad
donde nadie es desplazado,
porque todos son llamados.
.
Lo sabemos...
.
Un nuevo sol se levanta
sobre la nueva civilización
que nace hoy.
Una cadena más fuerte
que el odio y que la muerte
lo sabemos: el camino es el amor.
.
La justicia es la fuerza de la paz
el amor, quien hace perdonar.
La verdad, la fuerza que nos da liberación.
.
Lo sabemos...
.
El que tiene comparte su riqueza
y el que sabe no impone su verdad.
El que manda entiende
que el poder es un servicio.
.
Lo sabemos...
.
El que cree contagia con su vida
y el dolor se cubre con amor
porque el hombre se siente solidario
solidario con el mundo.
.
Lo sabemos...